# صندوق الوقف الصحي
صندوق الوقف الصحي هو أول صندوق وقفي صحي مستقل في السعودية وهو شريك استراتيجي مع وزارة الصحة، تأسس بقرار مجلس الوزراء في فبراير 2008، يهدف إلى إشراك المجتمع في تحقيق تنمية صحية مستدامة ويرأسه وزير الصحة توفيق الربيعة، ويشمل في إدارته الأهالي وممثلي عدد من الجهات الحكومية.

## أهداف الصندوق
- الإسهام الفعال في التنمية الصحية.
- التشجيع على فعل الخير في المجال الصحي.
- المساعدة في توفير ما يحتاج إليه المريض.
- الإسهام في تمويل البرامج الوقائية والأبحاث الصحية.
- بناء شراكات مع جميع الجهات الحكومية أو الأهلية الأخرى لتحقيق التكامل في الجهود المقدمة من وزارة الصحة وغيرها من الوزارات.

### أوجه صرف المساهمات المقدمة للصندوق
- علاج المُصابين بالأوبئة.
- توفير الأجهزة الطبية والمعدات.
- توفير الأدوات الوقائية للكادر الطبي.
- توفير أجهزة التنفس الصناعية لغرف العناية المركّزة.
- أجهزة تنقية الهواء عالية الكفاءة للمحاجر الصحية.

## أنظر أيضا
- صندوق وقفي
- الوقف من منظور فقهي